# Адолф Штилер
Адолф Штилер (Гота, 26. фебруар 1775 — Гота, 13. март 1836) био је немачки географ и картограф.

## Биографија
Рођен је као син градоначелника Готе. Студирао је право у Јени и Гетингену у периоду 1793—1796, а од 1796. је почео да ради на суду. Неколико година касније ангажовао се као картограф у издавачкој кући Јустуса Пертеса и почео са израдом атласа. Његов Хандатлас са 50 карата штампан је између 1817. и 1823. године у сарадњи с Кристијаном Готлибом Рихардом, а постигао је велику популарност у Немачкој, па је до 1944. године штампано још девет проширених Штилерових Хандатласа на чијој је изради суделовало низ немачких картографа новије генерације.
У периоду 1813—1829. године радио је као градски већник у Готи, а остатак каријере провео је као саветниг локалне владе, све до свог пензионисања 1835. године.

## Дела
- (језик: немачки) Hand-Atlas über alle Theile der Erde und über das Weltgebäude (1823)

## Галерија
- Мапа Индије и Азије
- Мапа Ирана и Турана
- Штилерова мапа света у Меркаторовој пројекцији
- Мапа Египта